# Janet Sheen
Janet Sheen, geborene Janet Templeton, bürgerlich Janet Estevez  (* 8. Juli 1944 in Dayton, Ohio) ist eine US-amerikanische Filmproduzentin und Schauspielerin.
Janet Sheen war Kunststudentin an der New School for Social Research in New York, als sie den amerikanischen Schauspieler Martin Sheen traf, den sie im Dezember 1961 heiratete.
Sie hat vier Kinder, Emilio Estevez, Renée Estevez, Ramon Estevez und Charlie Sheen. Außerdem ist sie durch die Ehe mit Joe Estevez verschwägert. 1983 stellte sie Elaine de Kooning  in der TV-Miniserie Kennedy dar. Im Fernsehfilm Rated X spielte sie eine Rolle als Krankenschwester, die nicht im Abspann aufgeführt wurde. 1989 war sie Associate Producer  des Films Beverly Hills Brats und 2010 Executive Producer des Films Dein Weg.